# Rong (Norvège)
Pour les articles homonymes, voir Rong.
Rong est un village du Vestland, centre administratif de la municipalité de Øygarden.
Le village est situé sur l’île de Rongøy.